# Monomorium firmum
Monomorium firmum är en myrart som beskrevs av Santschi 1926. Monomorium firmum ingår i släktet Monomorium och familjen myror. Inga underarter finns listade i Catalogue of Life.